# Christiana Mariana von Ziegler
Christiana Mariana von Ziegler (28 de junio de 1695, Leipzig – 1 de mayo de 1760, Fráncfort del Óder) fue una poetisa, libretista, salonnière y escritora alemana. Es conocida por los textos de nueve cantatas que Johann Sebastian Bach compuso después de la Pascua de 1725.

## Biografía
Christiana Mariana Romanus nació el 28 de junio de 1695 en Leipzig, donde su padre se desempeñó como alcalde en 1701. Comenzó su carrera literaria después de la muerte de su segundo esposo, el Capitán von Ziegler en 1722. Regresó a Leipzig, donde vivía en la casa familiar, Romanushaus, con su madre. Su padre había recibido una sentencia de prisión a largo plazo por irregularidades financieras. A pesar de las difíciles circunstancias familiares, la casa se convirtió en un salón literario y musical. Johann Christoph Gottsched alentó su actividad poética. Se convirtió en la primera mujer miembro de la sociedad literaria de Gottsched, la Deutsche Gesellschaft.
Fue coronada como poeta por la universidad de Leipzig en 1733. Aunque también fue atacada en numerosos poemas satíricos por su presunción.
En 1741 se casó por tercera vez y cesó su actividad literaria.
Falleció el 1 de mayo de 1760 en Fráncfort del Óder.

## Obra

### Libretos
Bach se mudó a Leipzig en 1723 para asumir el cargo de Thomaskantor. En este papel, se dedicó a componer una gran cantidad de cantatas para actuar en las iglesias de la ciudad. Existe cierta incertidumbre acerca de quién escribió los libretos de Bach en sus primeros años en Leipzig. Quienquiera que fuera su libretista original, parece que Bach estuvo buscando un nuevo libretista en 1724 y puede ser que fuera cuando conoció a Ziegler. Las nueve cantatas compuestas por Bach con textos de Ziegler son:
- Ihr werdet weinen und heulen, BWV 103, 22 de abril de 1725
- Es ist euch gut, daß ich hingehe, BWV 108, 29 de abril de 1725
- Bisher habt ihr nichts gebeten in meinem Namen, BWV 87, 6 de mayo de 1725
- Auf Christi Himmelfahrt allein, BWV 128, 10 de mayo de 1725
- Sie werden euch in den Bann tun, BWV 183, 13 de mayo de 1725
- Wer mich liebet, der wird mein Wort halten, BWV 74, 20 de mayo de 1725[4]
- Also hat Gott die Welt geliebt, BWV 68, 21 de mayo de 1725
- Er rufet seinen Schafen mit Namen, BWV 175, 22 de mayo de 1725
- Es ist ein trotzig und verzagt Ding, BWV 176, 27 de mayo de 1725

Surge la pregunta de por qué Bach recurrió a otros libretistas. Todavía había textos de Ziegler sin definir. Publicó un ciclo de textos de cantata en 1728, los textos escritos por Bach y otros no escritos por él. John Eliot Gardiner sugiere que la relación entre los dos pudo haberse tensado por el hábito de Bach de enmendar sus textos para satisfacer sus propósitos. También parece haber algunos ejemplos de falta de comunicación cuando el compositor empleaba los textos de Ziegler adaptando la música que había compuesto anteriormente (como por ejemplo en Er rufet seinen Schafen mit Namen, BWV 175).

### Otras obras
- Vermischte Schriften in gebundener und ungebunder Rede (1739): escritos misceláneos en prosa y verso